# Udbinai légicsapás
Az udbinai légicsapás 1994. november 21-én történt, amikor a Deny Flight hadműveletben részt vevő NATO-repülőgépek légicsapást mértek a horvátországi Udbina légitámaszpontjára, amely akkor a Krajinai Szerb Köztársaság területéhez tartozott. A krajnai szerbek különösen a bihácsi csata idején a támaszpontról indítottak légitámadásokat a szomszédos Bosznia-Hercegovina ellen az ottani szövetséges szerb erők támogatására. A további támadások visszaszorítása érdekében a NATO-erők beavatkoztak. A következő napokban megsemmisült két SA-2 légvédelmi rakétatelep is, amelyeket a szerbek a Bihács elleni rakétatámadásra és a NATO-repülőgépek megtámadására használtak. Udbina bombázása volt a NATO történetének addigi legnagyobb hadművelete, és a legnagyobb légi hadművelet Európában a második világháború óta.

## Előzmények
1994 októberében és novemberében a szövetséges muszlim-horvát erők jelentős offenzívát indítottak a Bosznia északnyugati részén fekvő Bihács városa körül, amelyet az ENSZ korábban a nagyszámú menekült védelmében biztonsági övezetnek nyilvánított. A szerbek hamarosan ellentámadásba lendültek, és hadműveletük támogatására a Bihácstól délnyugatra fekvő udbinai, egykori JNA katonai repülőtéren állomásozó repülőgépeikkel légicsapásokat hajtottak végre.
A szerb repülőgépek napalmot és kazettás bombákat dobtak a Bihácsnál  levő bosnyák állásokra. A bevetések során a gépek többsége anélkül engedte ki bombáját, hogy Bosznia légterébe berepült volna. A támadások azonban egyértelműen megsértették a repülési tilalmi zónát, és kihívást jelentettek a NATO számára. A krajnai szerbek támadásai november 10-én kezdődtek Cazin és Bihács ellen, de ekkor még csak nehéztüzérséget és SA-2-es föld-levegő rakétákat használtak a földi célpontok ellen.
November 18-án két J–22 Orao gép napalmot és kazettás bombákat dobott le, másnap pedig másik két repülőgép négy bombát dobott a cazini civil létesítményekre. Az egyik repülőgépet, egy Oraót lelőtték, és pilótája, akit Boro Novićként azonosítottak, meghalt. A bombák közül három nem robbant fel, de kilenc civil így is életét vesztette. Két Galebet, miután azok megtámadták a Bihács környéki bosnyák állásokat a brit Királyi Légierő (RAF) két Tornádója vette üldözőbe, de az üldözést kénytelenek voltak abbahagyni, amikor a szerb pilóták átlépték a horvát határt, amelyre a NATO-erők felhatalmazása nem vonatkozott. Válaszul a Bihácsban romló helyzetre az Egyesült Nemzetek Szervezete Biztonsági Tanácsa elfogadta a 958-as számú határozatot, amely lehetővé tette a NATO repülőgépeinek a Horvátország feletti repülést is. November 21-én a NATO már az új felhatalmazással lépett fel, amikor csapást tervezett az udbinai repülőtér ellen.

## A légitámadás
Az udbinai repülőtér elleni támadást eredetileg november 20-ra tervezték, de a műveletet a rossz időjárási viszonyok miatt megszakították. November 21-én, hétfőn a NATO végül végrehajtotta 45 éves történetének legnagyobb légitámadását. A hadműveletben 39 támadó repülőgép vett részt, további 16 pedig a légicsapás előtti felügyeletért, utánpótlásért, korai figyelmeztetésért, parancsnoklásért és ellenőrzésért, a csapás utáni megfigyelésért és az elektronikus ellenintézkedésekért felelt. Brit források szerint ténylegesen csak a francia légierő gépei és a RAF Jaguar gépei dobtak bombákat a légibázisra és a környék légelhárító ütegeire. A repülőgépek öt olaszországi légibázisról szálltak fel, a légicsapás pedig helyi idő szerint 13:00-tól 13:45-ig tartott. A csapásmérő erőnek a Holland Királyi Légierő F–16 Fighting Falconjai nyújtottak védelmet, míg a felderítést és az elektronikus zavarást a Francia Légierő Mirage 2000, az Egyesült Államok Légiereje (USAF) EF–111A Raven,  F–15E Strike Eagle, F–16 Fighting Falcon és az Egyesült Államok Tengerészgyalogsága (USMC) F/A–18 Hornet gépei biztosították.
Az első célpontok az SA–6 ütegek és a bázist védő légelhárító tüzérség voltak. A NATO vadászgépei kazettás bombákat dobtak rájuk. Az ütegeket kiszolgáló szerb katonákat előzetesen riasztották, hogy elkerüljék a nagyobb áldozatokat. Ezt követően precíziós irányított lövedékeket és gravitációs bombákat dobtak a repülőtérre. A bombázók önmegtartóztatásul a kifutópálya végén álló, mintegy 20 db szerb támadó repülőgépet megkíméltek. Az alkonyatkor végzett kárfelmérés kimutatta, hogy a leszállópályát öt helyen súlyosan megrongálták. A szerb légitámaszpont parancsnoka, Ratko Dopudja ezredes két katona és több sebesült elvesztését ismerte el.

### Kísérő műveletek
November 22-én a Királyi Haditengerészetnek a HMS Invincible hordozóról felszálló két Sea Harrierjét szerb légvédelmi rakéták támadták meg. A brit repülőgépeknek sikerült kikerülni a rakétákat, és sértetlenül megúszták a támadást.
Másnap a NATO RAF Jaguarokból, francia Mirage 2000-esekből és USAF F-16-osokból álló légi felderítő csoportot indított a terület átkutatására. A légijárőrt az Egyesült Államok haditengerészetének két EA–6B Prowlerje kísérte, melyek AGM–88 HARM radarelhárító rakétákkal voltak felszerelve. Amikor egy otoki szerb SA-2-es légvédelmi rakétaállás radarja megvilágította az egyik megfigyelő repülőgépet, a légvédelmi állásra az EA-6B-k két HARM-ot lőttek ki. Mindkét rakéta célbatalált. A harmadik rakétát horvátországi Dvorra, egy másik SA-2-es rakétaállásra indították. A kárfelmérés után a nap folyamán az otoki rakétaállás ismét légicsapás célpontja volt, amikor az F–15E GBU–12 lézervezérelt bombákat dobott a területre.

## Következmények
Az udbinai légibázist csaknem egy hónapra üzemen kívül helyezték. A légitámadásnak azonban nem volt azonnali hatása a Bihács környéki katonai helyzetre. Ellenkezőleg, bosnyák hadsereg 5. hadteste leállította offenzíváját, és visszavonult eredeti állásaira, majd több ezer menekült követte őket.
Máshol a szerb hatóságok úgy reagáltak, hogy december elejéig 500 UNPROFOR túszt ejtettek, közülük hármat arra kényszerítettek, hogy emberi pajzsként a Banja Luka-i repülőtér aszfaltján maradjanak. A szerb szárazföldi erők továbbra is akadályozták a NATO légi járőrözését azzal, hogy légvédelmi rakétákat lőttek rájuk; november 24-én két RAF Tornado még elkerülte a radarvezérlésű rakétákat, de másnap két F-16-ost lelőttek.
A szerbek túszejtései és repülőgépeik növekvő zaklatása arra kényszerítette a NATO-t, hogy december 2-án felfüggesztse a Bosznia és Horvátország feletti repüléseket. Miután Jimmy Carter volt amerikai elnök egy négy hónapos tűzszüneti megállapodást közvetített a felek között, a NATO-műveleteket lelassították, mire a szerb erők szabadon engedték az UNPROFOR összes túszát. Ennek ellenére a NATO megfigyelése folytatódott, és december 17-én a francia haditengerészet a Foch repülőgép-hordozójáról felszállt Super Etendard-ját egy vállról indítható légvédelmi rakéta találta el. A sérült vadászgépnek sikerült visszatérnie a Fochra.
Az udbinai légibázist végül 1995. augusztus 7-én, a Vihar hadművelet során foglalták el a horvát erők.

## Fordítás
- Ez a szócikk részben vagy egészben  az   Airstrike on Udbina Air Base című angol Wikipédia-szócikk ezen változatának fordításán alapul.  Az eredeti cikk szerkesztőit annak laptörténete sorolja fel. Ez a jelzés csupán a megfogalmazás eredetét és a szerzői jogokat jelzi, nem szolgál a cikkben szereplő információk forrásmegjelöléseként.